# Порто Траматцу (Каљари)
Порто Траматцу је насеље у Италији у округу Каљари, региону Сардинија.
Према процени из 2011. у насељу је живело 44 становника. Насеље се налази на надморској висини од 20 м.